# 紫艶
紫艶（しえん、1978年〈昭和53年〉1月17日- 2019年〈平成31年〉3月7日）は、日本の元演歌歌手、元AV女優。兵庫県尼崎市出身。

## 生涯
2歳9ヶ月から民謡を歌い始め、18歳のときに『吉本演歌歌謡曲選手権』で優勝。
紫艶名義でのデビューシングルは2000年リリースの「渋谷のネコ」である。セクシーな演歌歌手として注目を集め、同年の日本有線大賞新人賞を受賞した。
歌手活動は2012年から休業していたが、2016年に雑誌『週刊新潮』などで落語家の桂文枝との不倫疑惑が報道され、再びスポットライトを浴びた。紫艶は足首に「34」（文枝の旧芸名、三枝にかけている）というタトゥーを入れており、彼女のブログによればそれは「永遠の愛を誓う証」であった。
2016年2月28日にはTBS『サンデージャポン』に電話出演し歌手引退を明言したが、後に引退を撤回して同年9月にアダルトビデオメーカーKMPからAV女優としてデビューした。身長166cm、血液型B型。
2019年3月11日、毎日のように連絡をとっていた母親が、3月7日を最後に連絡がとれないことを理由に自宅を訪ねたところ、死亡しているのが発見された。病気による孤独死として報道される。41歳だった。遺体は司法解剖の結果、死因は病死であると判断され、生前に多数の薬を服用していたことが原因ではないかとされている。

## 主な受賞
- 関西演歌大賞（グランプリ）
- 日本有線大賞（新人賞）
- 吉本演歌歌謡曲選手権（優勝）

## 音楽作品

### シングル
| 枚             | 発売日         | タイトル                 | 規格品番       | 備考              |
| 中江ひろ子名義 | 中江ひろ子名義 | 中江ひろ子名義           | 中江ひろ子名義 | 中江ひろ子名義    |
| -------------- | -------------- | ------------------------ | -------------- | ----------------- |
| 1st            | 1997年3月21日  | おもいで化粧             | VIDL-11038     |                   |
| 2nd            | 1997年10月22日 | 大阪ストーリー           | VISL-30092     |                   |
| 紫艶名義       |                |                          |                |                   |
| 3rd            | 2000年8月23日  | 渋谷のネコ/悲しき願い    |                |                   |
| 4th            | 2001年6月21日  | ジェラシー☆ゲーム        |                | 広瀬哲朗＆紫艶    |
| 5th            | 2001年8月22日  | しましょのヨーコ         |                |                   |
| 6th            | 2002年3月21日  | 呑も呑も！               |                |                   |
| 7th            | 2003年5月21日  | 大阪ブギ                 |                |                   |
| 8th            | 2004年3月10日  | 大阪ふたり               |                |                   |
| 9th            | 2005年2月23日  | 大阪恋港                 |                |                   |
| 10th           | 2005年11月23日 | 月と上海                 |                |                   |
| 11th           | 2007年1月10日  | 上海Doll                 |                | オリコン週間139位 |
| 12th           | 2012年12月3日  | 渋谷のネコ〜mambo ver.〜 |                |                   |

### アルバム
| 枚  | 発売日        | タイトル                      | 規格品番  | 備考 |
| --- | ------------- | ----------------------------- | --------- | ---- |
| 1st | 2002年9月21日 | 渋谷のネコが呑も呑も！        | GRTE-1024 |      |
| 2nd | 2003年9月25日 | OSAKA collection 〜大阪ブギ〜 | GRTE-1037 |      |

## 出演

### テレビ
- 朝の連続テレビ小説 純ちゃんの応援歌 第39話（1988年11月16日、NHK） - 女の子 役

### 舞台
- わたしの宝島

## 映像作品

### アダルトイメージビデオ
| 発売日         | タイトル     | 規格品番  | メーカー                 |
| -------------- | ------------ | --------- | ------------------------ |
| 2001年5月25日  | S            | BBBE-1699 |                          |
| 2012年12月20日 | 昭和ROMAN    | ENFD-5430 | イーネット・フロンティア |
| 2017年1月27日  | Purple Rouge | KIDM-697  | キングダム               |
| 2017年12月27日 | 黒い罠       | KIDM-770B | キングダム               |

### アダルトビデオ
| 発売日        | タイトル | 規格品番 | メーカー    |
| ------------- | --- | -------- | ----------- |
| 2016年9月23日 | 芸能人 紫艶 | PKMP-034 | KMP         |
| 2017年8月13日 | 人妻生保レディ 痴漢電車〜男の指技に日ごと堕ちていく私〜                                                                                              | DVAJ-254 | アリスJAPAN |
| 2017年9月13日 | 逆ソープ天国VIPコース 芸能人 紫艶 | DVAJ-264 | アリスJAPAN |
| 2017年        | AV業界初!!‘本物’芸能人とイク！艶歌歌手「紫艶」のヌキまくりお忍び温泉旅行 「ピー音」必須のプライベート暴露の会話と本気度MAXの‘ガチ本番’ロードムービー | DVAJ-283 | アリスJAPAN |

## 写真集
- 紫艶（2000年10月、ワニブックス、撮影：橋本雅司）ISBN 978-4847025853
- S(BAMBOO VIDEO)（2001年3月、竹書房）ISBN 978-4812407257
- Kiss me（2001年7月、集英社、撮影：中村昇）ISBN 978-4087803280
- ユードゥアイ(あなたのために)（2002年4月、フォーブリック、撮影：橋本雅司）ISBN 978-4894616868
- 抱きしめて（2003年2月、アクアハウス、撮影：野村誠一）ISBN 978-4860460679
- ろまん（2012年11月10日、ワニブックス、撮影：中村昇）ISBN 978-4847045028